# No Education = No Future (Fuck the Curfew)
No Education = No Future (Fuck the Curfew) – minialbum zespołu Mogwai wydany w 1998 roku.

## Minialbum

### Historia
No Education = No Future (Fuck the Curfew) – minialbum zespołu Mogwai, wydany 29 czerwca 1998 roku w Wielkiej Brytanii przez wytwórnię Chemikal Underground jako CD oraz EP.
Wydawnictwo promowała EP-ka pod takim samym tytułem, wydana w kwietniu tego samego roku, zawierająca jako 3. utwór „Helps Both Ways”, który ostatecznie ze względów prawnych został zastąpiony przez „Small Children In The Background” (zespół wykorzystał fragment relacji amerykańskiego komentatora futbolowego, Johna Maddena bez jego zgody).

### Lista utworów

#### Wersja CD
Lista według Discogs:
| Nr | Tytuł utworu                       | Uwagi                                            | Długość |
| -- | ---------------------------------- | ------------------------------------------------ | ------- |
| 1. | „Xmas Steps”                       | skrzypce – Luke Sutherland                       | 11:10   |
| 2. | „Rollerball”                       |                                                  | 3:45    |
| 3. | „Small Children In The Background” | instrumenty klawiszowe (analogowe) – Barry Burns | 6:49    |
|    |                                    |                                                  | 21:44   |

#### Wersja EP
Lista według Discogs:
Side A
| 1. | Xmas Steps rejestracja – Geoff Allan, skrzypce – Luke Sutherland | 11:05 |
|    |                                                                  |       |
|    |                                                                  | 11:05 |
|    |                                                                  |       |
Side B
| 1. | Rollerball rejestracja – Geoff Allan                                                                        | 3:45  |
|    | |       |
| 2. | Small Children In The Background instrumenty klawiszowe (analogowe) – Barry Burns rejestracja – Andy Miller | 6:48  |
|    | |       |
|    | | 10:33 |
|    | |       |
- gitara basowa – Dominic
- perkusja – Martin
- gitara, gitara basowa, fortepian – John
- gitara, fortepian – Stuart[4]

Utwory „Xmas Steps” i „Rollerball” zostały nagrane w studiu Cava w kwietniu, a „Small Children In The Background” w maju 1998 roku w Chem 19.
Podtytuł „fuck the curfew” („pieprzyć godzinę policyjną”) odnosi się do godziny policyjnej nałożonej na wszystkie osoby poniżej 16 roku życia w hrabstwie Lanarkshire w Szkocji, która zabraniała im przebywania poza domem po godzinie 21.

## Odbiór

### Opinie krytyków
W opinii Marca Gilmana z AllMusic EP-ka Mogwai „jest rozwinięciem i ewolucją brzmienia zespołu z albumu Young Team” i „jest być może tym, czym Young Team miał być”. Autor wyróżnia utwór 'Xmas Steps', określając go jako „12.minutową ekspansję, która rozciąga się od wyciszonej gitary do wibrującej agresji, wzmocnionej przez dodanie wiolonczeli”. Pozostałe utwory „są mniej efektowne, ale mimo wszystko ciekawe. (…) Pomimo dość krótkiego okresu czasu pomiędzy wydaniem tej EP-ki a wydaniem "Young Team", wydaje się, że zespół się rozwinął” – podsumowuje recenzję wyrażając nadzieję, że EP-ka ta „odzwierciedla ten kierunek, którym Mogwai będzie podążać w przyszłości”.
Zdaniem Jeremy’ego Simmondsa EP-ka zawierała „to, co było prawdopodobnie najlepszym momentem Mogwai, jedenastominutowy utwór 'Christmas Steps'”.

### Listy tygodniowe
| Kraj            | Lista            | Pozycja |
| --------------- | ---------------- | ------- |
| Wielka Brytania | UK Singles Chart | 68      |